# Пэрротт, Джон
Джон Пэ́ррот, MBE (англ. John Parrott, род. 11 мая 1964 года) — английский профессиональный игрок в снукер. Победитель чемпионата мира 1991 года и 8 других рейтинговых соревнований. Член Зала славы снукера с 2015 года.

## Юниорская и любительская карьера
Джон Пэррот начал играть в снукер в 12 лет, хотя до этого был прекрасным игроком в шары. Всё началось с того, что в один дождливый день отец Джона взял его в снукерный зал. С тех пор новая игра захватила его, и уже в 17 лет Пэррот выиграл юниорский турнир Pontins, хотя за год до этого был финалистом национального юниорского первенства. В 1982 году он снова занял 2-е место на чемпионате Англии до 19 лет, проиграв Нилу Фудсу. Но в том же году ему покорились турниры Pontins Open Championship и Junior Pot Black. А после того, как Джон выиграл ещё один титул в 1983 году, он получил статус профессионала, между тем выйдя ещё и в финал чемпионата Англии среди любителей.

## Профессиональная карьера
В своём дебютном сезоне Джон продемонстрировал отличную игру и дошёл до полуфинала на Lada Classic и до 1/8 финала на первенстве мира. На пути к этим успехам он побеждал нескольких ведущих снукеристов, и о Пэрроте уже говорили, как о будущем чемпионе мира. Тот сезон он закончил под 20-м номером в мировом рейтинге.
За последующие несколько лет Джон только улучшил свою игру и достиг полуфинала Чемпионата Великобритании и четвертьфинала на чемпионате мира, что, в дополнение к ещё нескольким четвертьфиналам, продвинуло его на 13-ю позицию.
В сезоне 1987/88 Джон вышел в первый для себя финал рейтингового соревнования, проиграв Стиву Дэвису, 11:13, на Mercantile Credit Classic. Он также победил на нерейтинговом Pontins Professional и поднялся в рейтинге на 7-ю строчку. Но по-настоящему мастерскую игру он показал в следующем сезоне, когда стал финалистом Мастерс и чемпионом European Open — первого для него рейтингового соревнования. Также Пэррот достиг 1/2 финала на British Open и на последнем турнире сезона, чемпионате мира, он наконец вышел в финал. Но в решающем матче первенства Стив Дэвис не просто не оставил шансов своему молодому коллеге, разгромно победив, 18:3 — этот разрыв в счёте до сих пор остаётся как самый большой за всю историю современного снукера. И всё же, несмотря на то обидное поражение, Джон стал вторым в официальном рейтинге после самого Дэвиса.
В 1990 году англичанин сохранил себе титул чемпиона European Open, а также вышел в полуфиналы в Дубае и на чемпионате мира. Однако, из-за отсутствия столь же значительных достижений, как в предыдущем сезоне, рейтинг Пэррота немного понизился. Затем последовал уверенный сезон 1990/91, в котором Джон достиг полуфинала чемпионата Великобритании и финала Irish Masters. Он прибыл на чемпионат мира с новыми надеждами и был лучше подготовлен, чем два года назад. Поэтому, после победы над Дэвисом в полуфинале, Пэррот довольно спокойно обыграл Джимми Уайта, 18:11, и стал победителем первенства, как и было предсказано много лет назад.
Джон продолжил выигрышную серию и в начале следующего сезона, став чемпионом Dubai Classic и затем победителем чемпионата Британии. А в 1992-м он защитил титул в Дубае и второй раз подряд достиг финала первенства Британии, однако не смог должным образом противостоять Уайту и проиграл.
За последующие три года Джон Пэррот обогатился ещё тремя победами на рейтинговых турнирах и пригласительным Malta Grand Prix. Однако рейтинг его лучше не становился, и к 1998 году Джон являлся шестым номером. Тем не менее, с самого начала карьеры и до 1996 года Пэррот неизменно доходил как минимум до 1/8 финала в Крусибле, и это помогало ему удерживать лидирующие позиции в мировой табели о рангах. Между тем, в 1996-м Джон Пэррот был удостоен ордена Британской империи степени MBE в наградном списке ко дню рождения королевы.
Свой последний титул Джон взял в 1998 году, это был пригласительный турнир German Masters. И хотя после того триумфа он больше ни разу не выигрывал на профессиональных соревнованиях, но показал себя стойким игроком и в последующие годы вышел в несколько финалов рейтинговых турниров. Но сезон 2000/01 стал полным разочарованием для Пэррота — в нём он проиграл свои стартовые встречи почти во всех турнирах с одним лишь светлым пятном — полуфиналом на Таиланд Мастерс. Неудивительно, что к концу сезона Джон остался за пределами Top-16. Такой низкий, с небольшими проблесками уровень игры у Джона сохранялся до сезона 2005/06, пока он не вышел в 1/16 финала чемпионата мира. Затем его выступления стали более-менее стабильными, но время, как и его рейтинг, было потеряно. Теперь экс-чемпион мира с перерывами находился в конце списка Top-32. Утешением для Пэррота мог быть разве что чемпионат мира 2007, когда он прошёл в 1/8 финала после победы над своим давним соперником, Стивом Дэвисом. Тем не менее, та победа далась ему с трудом — Джон выиграл в контровой партии после доигровки в чёрном. В Last 16 англичанин не менее достойно сыграл с Шоном Мёрфи, однако уступил молодому соотечественнику со счётом 8:13. По итогам того сезона 43-летний Джон стал 39 номером в мировом рейтинге.
В сезоне 2007/08 Пэрроту не удалось показать хороших результатов, однако он остался на 39-м месте. А начало нового сезона у Джона и вовсе не задалось, он проиграл в двух стартовых поединках и лишь на Гран-при вышел 1/8 финала.
В квалификации к чемпионату мира 2009 года Пэррот уступил Мэттью Коучу со счётом 3:10. Через год на этом же турнире он проиграл Аньда Чжану из Китая — 6:10, потеряв, таким образом, место в мэйн-туре на следующий сезон. После этого поражения Джон заявил, что уходит из профессионального снукера.

## Достижения в карьере

### Рейтинговые турниры
- Чемпионат мира — 1991
- European Open — 1989—1990, 1996
- Чемпионат Великобритании — 1991
- Dubai Duty Free Classic — 1991—1992
- International Open — 1994
- Thailand Classic — 1995

### Нерейтинговые турниры
- Pontins Professional — 1988
- Pontins Open (pro-am) — 1982, 1986
- Malta Grand Prix — 1994
- German Masters — 1998
- Kent Cup — 1987, 1992
- Norwich Union Grand Prix — 1991
- Humo Masters — 1990

### Командные турниры
- Кубок наций (с командой Англии) — 2000

## Места в мировой табели о рангах
| 1983/84 | Дебют |
| 1984/85 | 20    |
| 1985/86 | 18    |
| 1986/87 | 17    |
| 1987/88 | 13    |
| 1988/89 | 7     |
| 1989/90 | 2     |
| 1990/91 | 3     |
| 1991/92 | 4     |
| 1992/93 | 2     |
| 1993/94 | 2     |
| 1994/95 | 5     |
| 1995/96 | 4     |
| 1996/97 | 4     |
| 1997/98 | 6     |
| 1998/99 | 6     |
| 1999/00 | 5     |
| 2000/01 | 10    |
| 2001/02 | 22    |
| 2002/03 | 18    |
| 2003/04 | 30    |
| 2004/05 | 31    |
| 2005/06 | 29    |
| 2006/07 | 42    |
| 2007/08 | 39    |
| 2008/09 | 39    |
| 2009/10 | 53    |
| 2010/11 | 65    |